# Eleccions al Parlament Europeu de 2004 (Portugal)
Aquests són els resultats de les eleccions europees del 2004 a Portugal:

## Resultats
| Partit polític                   | Vots      | %     | Eurodiputats |
| Partit Socialista Europeu        | 1 516 001 | 44,5% | 12           |
| Partit Popular Europeu*          | 1 132 769 | 33,3% | 9            |
| Coalició Democràtica Unitària* * | 309 401   | 9,1%  | 2            |
| Partit de l'Esquerra Europea     | 167 313   | 4,9%  | 1            |
| Altres                           | 279 298   | 8,2%  | 0            |

- * La candidatura que "representava" el Partit Popular europeu era una coalició entre el Partit Socialdemòcrata (membre del PPE) i el Partit Popular (que no n'és membre), tot i això, com que el PSD té una base electoral molt major, es pot dir que la coalició representava al PPE.

- ** Coalició feta pel Partit Comunista Portuguès (que no forma part de cap partit polític europeu) i pel Partit Ecologista-Els Verds (membre del Partit Verd Europeu). En aquest cas, són els comunistes, els més poderosos, de manera que no es pot dir que aquesta candidatura sigui la que "representa" al PVE, encara que la seva "filial" portuguesa en formés part.

## Gràfica

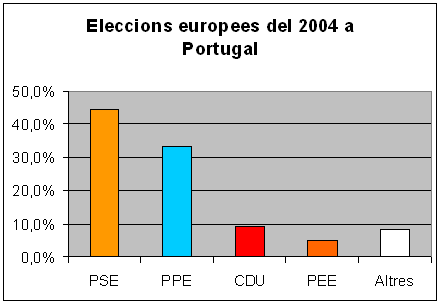
Resultats de les eleccions europees del 2004 a Portugal.

Com es pot veure a la gràfica de l'esquerra, els partits més votats foren els d'esquerres (tots junts sumen més del 58% dels vots). La coalició de dretes (Força Portugal!), que era la llista del PPE i la del govern portuguès, va ser la perdedora (la dreta no superà el 35% dels vots)